# 黎淑賢
黎淑賢（英語：Bonnie Lai Suk-Yin；1977年7月11日—2023年12月26日），香港女演員，1995年在香港亚洲电视台主办的亚洲小姐中获得亞军，之後出道成為亞視藝員，她是現今香港娛樂圈極少數由出道至去世也從沒有任何正式亮相過無綫電視的藝員之一。

## 背景

### 生平
黎淑賢祖籍廣東佛山順德，有1兄1姊，自小在新界北區軍地村成長，1989年畢業於軍地公立學校小六年級，是第21屆小六畢業生，繼而升讀聖公會陳融中學，為該校第一屆校友。之後她於1992年於上水官立中學就讀中四，1995年參加亞洲小姐競選，並獲得亞軍，然後加入亞洲電視。黎淑賢入行以來涉足電視劇、電影以及節目主持工作。較為人認識的是出演《古惑仔3之隻手遮天》及《生化壽屍》。雖然隨著1998年結婚生子，她開始減少幕前演出，但仍有出席公開活動。2005年曾簽約亞洲電視一年，2007年擔任向日葵纖體公司代言人，2012年擔任仁美清敍副主席。2020年從事投身珠寶生意，且轉型為珠寶鑑證師；先於2020年成立寶加利珠寶有限公司（Gracious Jewelry），再於2023年7月考獲 Gübelin Academy 彩色寶石專業第三級別證書。
2017年，黎淑賢接受訪問時表示作為照顧四名兒子的全職媽媽，生活忙碌，因此當時未有打算復出。

### 逝世
至2023年12月26日在北角雅景臺寓所被發現燒炭自殺，送院証實不治，終年46歲。生前曾有傳媒指她患有抑鬱症達20年，長期需要在律敦治醫院覆診。於2024年1月18日，她於香港殯儀館舉殯，翌日出殯。

## 個人生活
1998年，黎淑賢與香港武打演員卢惠光奉子成婚，共育有兩子，惟二人於2006年離婚。同年，黎淑賢與美容医生、「華洋坊」老闆許智政拍拖，2007年就在其次子出生後不久與對方再婚。黎、許亦育有兩名兒子，分別在2007年及2012年出生。
另外，黎淑賢的契媽是女藝人柳影虹。

## 演出作品

### 電視劇（亞洲電視）
| 首播   | 名稱             | 角色           | 備註                                |
| 1996年 | 殭屍道長II       | 舒 寧          |                                     |
| 1996年 | 親親，親人       | Jackie         | 劇集播映至1997年                    |
| 1996年 | 誰是兇手         | Gigi           |                                     |
| 1997年 | 97變色龍         | 淑賢姐姐       |                                     |
| 1997年 | 國際刑警1997     | 哈察莉         |                                     |
| 1997年 | 等著你回來       | 倚 虹          |                                     |
| 1997年 | 雪花神劍         | 余罌花         |                                     |
| 1997年 | 包青天：三審狀元 | 楊夢玉 / 梅 花 | 單元十八：三審狀元（第111 - 116集） |
| 1997年 | 真相             | 許玉珍         |                                     |
| 2002年 | 法內情2002       | 富 婆          |                                     |
| 2006年 | 義無反顧         | 關樂樂         |                                     |
| 2006年 | 大城小故事       | 葉楚楚         |                                     |

### 電視劇（其他）
| 首播   | 名稱   | 角色   | 備註        |
| 2023年 | 法與情 | 梁麗娟 | 遺作，ViuTV |

### 電影
- 1996年：《古惑仔3之隻手遮天》 飾 方婷
- 1997年：《蘭桂坊7公主》
- 1997年：《戰狼傳說》
- 1997年：《護花驚情》
- 1998年：《生化壽屍》 飾 爛牙駒妻子
- 2000年：《復仇者》
- 2002年：《反收數特遣隊》 飾 珊

### 節目主持（亞洲電視）
- 1995年至1996年：真係乜都有
- 1995年：穗港澳粤曲邀請賽
- 1996年：鴻運吉祥賀金鼠
- 1996年：港穗東風迎夏日
- 1996年：滾石音樂特輯
- 1997年：永安旅遊帶你嘆世界
- 1997年：富貴金牛迎新歲
- 1997年：青馬大橋新紀元
- 2006年：下午麼麼茶